# Янтарненское сельское поселение
Янтарненское се́льское поселе́ние (укр. Янтарненське сільське поселення, крымскотат. Ташлы Дайыр кой юрту, Taşlı Dayır köy yurtu) — муниципальное образование в Красногвардейском районе Республики Крым России, в степной зоне полуострова.
Административный центр — село Янтарное.

## История
В советское время, в 1944 году, был образован Янтарненский сельский совет.
Сельское поселение образовано в соответствии с законом Республики Крым от 5 июня 2014 года.

## Население
| 2001  | 2014  | 2015  | 2016  | 2017  | 2018  | 2019  |
| ----- | ----- | ----- | ----- | ----- | ----- | ----- |
| 4917  | ↘4229 | ↗4239 | ↗4292 | ↗4297 | ↘4287 | ↘4256 |
| 2020  | 2021  |       |       |       |       |       |
| ↘4253 | ↘3796 |       |       |       |       |       |

## Состав сельского поселения
| № | Населённый пункт | Тип населённого пункта       | Население |
| - | ---------------- | ---------------------------- | --------- |
| 1 | Янтарное         | село, административный центр | ↘2368     |
| 2 | Григорьевка      | село                         | ↘288      |
| 3 | Красный Партизан | село                         | ↘677      |
| 4 | Удачное          | село                         | ↘896      |